# المحصن (الحد)

تعديل مصدري - تعديل

المحصن هي إحدى قرى عزلة الحد بمديرية الحد التابعة لمحافظة لحج، بلغ تعداد سكانها 125 نسمة حسب تعداد اليمن لعام 2004.